# Comté d'Osage (Oklahoma)
Pour les articles homonymes, voir Comté d'Osage.
Le comté d'Osage est un comté situé au nord de l'État de l'Oklahoma aux États-Unis. Le siège du comté est Pawhuska. Selon le recensement de 2000, sa population était de 44 437 habitants. 

## Comtés adjacents
- Comté de Cowley, Kansas (nord)
- Comté de Chautauqua, Kansas (nord-est)
- Comté de Washington (est)
- Comté de Tulsa (sud-est)
- Comté de Pawnee (sud-ouest)
- Comté de Noble (sud-ouest)
- Comté de Kay (ouest)

## Principales villes
- Avant
- Barnsdall
- Bartlesville (partiellement)
- Burbank
- Fairfax
- Foraker
- Grainola
- Hominy
- McCord
- Osage
- Pawhuska
- Prue
- Sand Springs (partiellement)
- Shidler
- Skiatook (partiellement)
- Tulsa (partiellement)
- Webb City
- Wynona